# FC United of Manchester
Der Football Club United of Manchester, kurz FC United, FCUM oder umgangssprachlich Red Rebels genannt, ist ein englischer Fußballverein aus Manchester. Er stieg am Ende der Saison 2018/19 in die Northern Premier League Premier Division (siebthöchste Spielklasse) ab. Die Vereinsfarben sind rot, weiß und schwarz.
Der Verein wurde 2005 von Manchester-United-Fans gegründet, die sich damit gegen die Übernahme des Klubs durch Malcolm Glazer und gegen die Kommerzialisierung des Fußballs wandten.
Das eigene Stadion Broadhurst Park (5000 Plätze) wurde 2015 eröffnet.

## Geschichte

### Vereinsgründung
Der FC United wurde im Sommer 2005 von enttäuschten Fans von Manchester United gegründet. Auch wenn es verschiedene Gründe für die Gründung eines eigenen Vereins gab, war die Übernahme von Manchester United durch den US-amerikanischen Geschäftsmann Malcolm Glazer der eigentliche Anlass. Bereits 1998 gab es Pläne für die Gründung eines eigenen Vereins, als Rupert Murdoch Manchester United übernehmen wollte. Da dieser Kauf nicht zustande kam, wurden die Pläne ad acta gelegt. Nach der Übernahme durch Glazer wurde die Idee wieder hervorgeholt und in verschiedenen Fanzines diskutiert.
Am 12. Mai 2005 übernahm Glazer die Kontrolle über Manchester United. Die Fans, die sich gegen die Glazer-Übernahme ausgesprochen hatten, organisierten ein Treffen am 19. Mai 2005 in der Manchester Methodist Hall. Während dieses Treffens verkündete der Vorsitzende des Treffens, Andy Walsh, dass bei einem weiteren Treffen am 30. Mai 2005 die Gründung eines neuen Vereins diskutiert werden solle. Walsh wurde vom damaligen Präsidenten des AFC Wimbledon Kris Stewart beraten, ein im Jahre 2002 ebenfalls von Fans gegründeter Verein. Es wurde beschlossen, dann einen neuen Verein zu gründen, wenn mindestens 1.000 Personen bis Ende Juli 2005 eine finanzielle Spende leisteten.
Dieses Ziel wurde erreicht und der Verein gegründet. Ursprünglich sollte der Verein FC United heißen. Dieser Name wurde von der Football Association jedoch abgelehnt, weil er zu allgemein war. Daraufhin startete der Verein eine Umfrage unter den Personen, die eine finanzielle Spende geleistet hatten. Zur Wahl standen FC United of Manchester, FC Manchester Central, AFC Manchester 1878 sowie Newton Heath United FC – Manchester United wurde 1878 als Newton Heath FC gegründet, FC Manchester Central war im Jahre 1902 eine der drei Möglichkeiten bei der Wahl des neuen Vereinsnamens (und wurde ironischerweise 1928 verwendet, als unzufriedene Mitglieder und Fans vom Stadtrivalen Manchester City einen neuen Verein ins Leben riefen). Am 14. Juni 2005 wurde verkündet, dass der Verein FC United of Manchester heißen würde, nachdem sich 44 Prozent für diesen Namen entschieden hatten. FC United wird als Abkürzung verwendet.
Leigh RMI, ein Verein aus der Nachbarschaft, der sich zu dieser Zeit in finanziellen Schwierigkeiten befand, bot sich dem neu gegründeten Verein zur Übernahme an. Die Gründer von FC United lehnten das Angebot jedoch ab, da ihr Klub als Reaktion auf eine Übernahme entstand und sie es daher nicht als passend empfanden, ihrerseits eine Mannschaft zu übernehmen. Die beiden Vereine blieben jedoch in engem Kontakt, und das erste offizielle Spiel von FC United war ein Freundschaftsspiel gegen Leigh RMI am 16. Juli 2005 (0:0).
Am 22. Juni 2005 wurde Karl Marginson zum Trainer ernannt. Am 26. Juni wurde ein Casting zur Auswahl der Spieler abgehalten. Aus über 900 Bewerbern wurden 200 Fußballspieler zum Probetraining eingeladen. Schließlich wurden 17 Spieler für die Mannschaft ausgewählt. Anfang Juli 2005 hatten bereits über 4.000 Personen dem Klub Geld gespendet, und im Vereinskonto befanden sich mehr als 100.000 £.
Der FC United wurde in die zweite Division der North West Counties Football League (NWCFL), der zehnthöchsten Spielklasse im englischen Fußball, aufgenommen. Die Liga hatte zum damaligen Zeitpunkt vier freie Plätze, sodass der FC United keinem Aufsteiger einen Platz in der Liga wegnahm. Der Verein wurde zu spät gegründet, um noch an der FA Vase teilzunehmen. Erst ab der Saison 2006/07 war der FCUM für diesen Wettbewerb teilnahmeberechtigt. In der Saison 2007/08 nahm der FC United erstmals am FA Cup teil.

### Saison 2005/06
Das erste Ligaspiel fand am 13. August 2005 bei Leek CSOB statt. Die Liga verlegte das erste Saisonspiel zu dem Verein mit der größten Stadionkapazität, um zu sehen, ob die anderen Vereine der Liga ihre Heimspiele gegen den FC United in ihren eigenen Stadien austragen können oder ob die Vereine in größere Stadien ausweichen müssen. Zu diesem Spiel kamen 2.590 Zuschauer, was einen neuen Ligarekord bedeutete. Ferner hatte Leek bei diesem Spiel mehr Zuschauer als in allen Heimspielen der vergangenen Saison. Der FC United gewann das Spiel mit 5:2 und blieb auch die nächsten fünf Spiele in Folge siegreich. Nach der ersten Saisonhälfte lag der FC United bereits überlegen an der Tabellenspitze der NWCFL Division 2 und sicherte sich am 12. April 2006 mit einem 4:0-Heimsieg gegen Chadderton FC vorzeitig den Aufstieg in die Division 1. Am 22. April 2006 wurde der Meisterpokal vor dem Spiel gegen Great Harwood Town FC überreicht. Mit 6.023 Zuschauern wurde der Ligarekord noch einmal verbessert.
Am 12. Mai 2006 fand in Leipzig der erste internationale Vergleich statt, es ging gegen den ehemaligen Europapokal-Finalisten 1. FC Lokomotive Leipzig. Das Spiel endete vor 7.426 Zuschauern, darunter 300 Fans aus Manchester, 4:4-Unentschieden.

### Saison 2006/07
Das erste Spiel in der NWCFL Division 1 war ein 2:0-Sieg gegen St Helens Town AFC am 12. August 2006. Mit einer verstärkten Mannschaft holte die Mannschaft das Double aus Meisterschaft und Pokal. Nach dem 7:1-Heimsieg über die Atherton Laburnum Rovers machte FC United die Meisterschaft perfekt. Im Finale des North West Counties Football League Challenge Cups schlug die Mannschaft Curzon Ashton mit 2:1. Damit wurde FC United erst die dritte Mannschaft, der das Double aus Meisterschaft und Pokal in der NWCFL gelang. In der FA Vase schied die Mannschaft in der dritten Runde gegen den FC Quorn aus.
Bei der Jahreshauptversammlung im November 2006 wurde die Zielsetzung bekanntgegeben, drei Mal in Folge aufsteigen zu wollen, um ab 2009 in der Conference North (sechsthöchste Spielklasse) zu spielen. Dieses Ziel wurde erst mit sechs Jahren Verspätung erreicht.

### Saison 2007/08
Die Saisoneröffnung des FC United in der The UniBond League – 1st Division North endete mit einer 1:2-Niederlage gegen Lancaster City. Zum Ende der Saison gewann Bradford Park Avenue die Meisterschaft mit einem Punkt Vorsprung. Der zweite Tabellenplatz berechtigte zur Teilnahme an den Play-offs. Im Finale der Relegationsspiele besiegte man Skelmersdale United mit 4:1. Damit verbuchte der Verein den dritten Aufstieg in Folge.
Im FA-Cup scheiterte man in der 2. Qualifikationsrunde an Fleetwood Town, während man gegen Bradford Park Avenue in der FA Trophy schon in Qualifikationsrunde eins verlor und ausschied. Am Ende der Saison feierte der FC United den Gewinn des Unibond League Presidents Cup nach einem 2:0-Finalsieg gegen Radcliffe Borough. In der dritten Runde verlor man deutlich mit 1:5 gegen Nantwich, doch diese wurden später disqualifiziert und der FC gelangte in die nächste Runde.
Zum Saisonabschluss reiste die Mannschaft zum dritten Mal in der Vereinsgeschichte nach Deutschland. In Marburg fand ein internationales Freundschaftsspiel gegen Rassismus statt. Vor ca. 750 Zuschauern besiegte der FCUM eine Auswahlmannschaft des VfB Marburg und der Ballsportfreunde Richtsberg mit 3:1.

### 2008–2015 Northern Premier League Division (7. Liga)
FC United of Manchester spielte ab der Saison 2008/2009 in der Northern Premier League Premier Division. 2010/11 setzte sich der Club in der ersten Runde des FA Cups beim Drittligisten AFC Rochdale (League One) durch und zog zum ersten Mal in die zweite Runde des ältesten Vereinspokals der Welt ein. In der zweiten Runde schied man jedoch gegen Brighton & Hove Albion aus. In der Northern Premier League Premier Division wurde der Club Vierter, scheiterte aber im Halbfinale der Aufstiegs-Play-offs.
Im FA-Cup 2011/12 schied der in der 1. Hauptrunde aus. In der Liga wurde der Club Sechster und scheiterte aber im Finale der Aufstiegs-Play-offs, ebenso wie in den Folgesaisons 2012/13 und 2013/14.
2014/15 erreichte der Club in der FA-Trophy erreichte die 4. Hauptrunde und verlor dort gegen Torquay United mit 0:1. In der Northern Premier League Premier Division wurde der Club Erster und schaffte damit direkt den Aufstieg in die sechstklassige Conference North. Beim Aufstiegsspiel waren 3588 Fans anwesend.

### 2015–2019 National League North (6. Liga)
Die Spiele der neuen Saison in der Conference North konnte der Club im eigenen Stadion Broadhurst Park austragen. Das Eröffnungsspiel des neuen Stadions bestritten vor 4.232 Besuchern der FCUM und der portugiesische Rekordmeister Benfica Lissabon (0:1). Die zunächst angepeilten Baukosten von 4,5 Millionen £ steigerten sich bis zum Schluss auf 6,3 Millionen £.
2016/17 belegte der FC United of Manchester den 13. Rang und gewann zum ersten Mal in seiner Geschichte den Manchester Premier Cup beim 1:0-Finalsieg gegen Stalybridge Celtic.
In der Saison 2017/18 belegte der FC United of Manchester den 16. Rang (von 22) und gewann erstmals den Manchester FA County Cup. 2018/19 stiegen sie als 21. von 22 Mannschaften in die 7. Liga ab.

### Seit 2019 Northern Premier League Division (7. Liga)
In den Saisons 2019/20 und 2020/21 wurde der Ligabetrieb der Northern Premier League Division vor Saisonende wegen der COVID-19-Pandemie abgebrochen. In der Saison 2021/22 erreichte der Verein den 9. Platz, in der Saison 2022/23 den 8. Platz.

## Erfolge
- Meister der North West Counties Football League Division Two: 2006
- Meister der North West Counties Football League Division One: 2007
- Meister der Evo-Stik Northern Premier League Premier Division: 2015
- Play-off-Sieger der The UniBond League – 1st Division North: 2008
- Sieger des North West Counties Football League Challenge Cups: 2007
- Sieger des Unibond League Presidents Cup: 2008
- Sieger des Manchester Premier Cup: 2017
- Sieger des Manchester FA County Cup: 2018

### Platzierungen seit der Vereinsgründung
| Saison  | Liga                                                             | Platz | Spiele | S  | U  | N  | Tore   | Punkte |
| ------- | ---------------------------------------------------------------- | ----- | ------ | -- | -- | -- | ------ | ------ |
| 2005/06 | North West Counties Div.Two (10. Ligastufe)                      | 1.    | 36     | 27 | 6  | 3  | 111:35 | 87     |
| 2006/07 | North West Counties Div.One (9. Ligastufe)                       | 1.    | 42     | 36 | 4  | 2  | 157:36 | 112    |
| 2007/08 | UniBond First Division North (8. Ligastufe)                      | 2.    | 42     | 24 | 9  | 9  | 91:49  | 81     |
| 2008/09 | UniBond Northern Premier League Premier Division (7. Ligastufe)  | 6.    | 42     | 21 | 9  | 12 | 82:58  | 72     |
| 2009/10 | UniBond Northern Premier League Premier Division (7. Ligastufe)  | 13.   | 38     | 13 | 8  | 17 | 62:65  | 47     |
| 2010/11 | Evo-Stik Northern Premier League Premier Division (7. Ligastufe) | 4.    | 42     | 24 | 4  | 14 | 76:53  | 76     |
| 2011/12 | Evo-Stik Northern Premier League Premier Division (7. Ligastufe) | 6.    | 42     | 21 | 9  | 12 | 83:51  | 72     |
| 2012/13 | Evo-Stik Northern Premier League Premier Division (7. Ligastufe) | 3.    | 42     | 25 | 8  | 9  | 86:48  | 83     |
| 2013/14 | Evo-Stik Northern Premier League Premier Division (7. Ligastufe) | 2.    | 46     | 29 | 9  | 8  | 108:52 | 96     |
| 2014/15 | Evo-Stik Northern Premier League Premier Division (7. Ligastufe) | 1.    | 46     | 26 | 14 | 6  | 78:37  | 92     |
| 2015/16 | National League North (6. Ligastufe)                             | 13.   | 42     | 15 | 8  | 19 | 60:75  | 53     |
| 2016/17 | National League North (6. Ligastufe)                             | 13.   | 42     | 14 | 12 | 16 | 69:68  | 54     |
| 2017/18 | National League North (6. Ligastufe)                             | 16.   | 42     | 14 | 8  | 20 | 58:72  | 50     |
| 2018/19 | National League North (6. Ligastufe)                             | 21.   | 42     | 8  | 10 | 24 | 49:82  | 34     |
| 2019/20 | Northern Premier League Premier Division (7. Ligastufe)          | 2.    | 32     | 16 | 9  | 7  | 73:51  | 57     |
| 2020/21 | Northern Premier League Premier Division (7. Ligastufe)          | 13.   | 7      | 2  | 4  | 1  | 9:7    | 10*    |
| 2021/22 | Northern Premier League Premier Division (7. Ligastufe)          | 9.    | 42     | 18 | 7  | 17 | 66:57  | 61     |
| 2022/23 | Northern Premier League Premier Division (7. Ligastufe)          | 8.    | 42     | 19 | 9  | 14 | 68:48  | 63**   |
| 2023/24 | Northern Premier League Premier Division (7. Ligastufe)          | 14.   | 40     | 15 | 4  | 21 | 55:77  | 48     |

* Die Saison 2020/21 wurde aufgrund der COVID-19-Pandemie abgebrochen.
** In der Saison 2022/23 wurden dem FC United of Manchester 3 Punkte abgezogen.

### Abschneiden im FA Cup seit 2007/08
| Saison  | Runde | Gegner                  | Ergebnis                     | Heim/Auswärts |
| ------- | ----- | ----------------------- | ---------------------------- | ------------- |
| 2007/08 | 2. QR | Fleetwood Town          | 1:2                          | A             |
| 2008/09 | 4. QR | Harrogate Town          | 0:3                          | H             |
| 2009/10 | 4. QR | Northwich Victoria      | 0:3                          | A             |
| 2010/11 | 2.    | Brighton & Hove Albion  | 1:1 0:4 (Wiederholungsspiel) | A H           |
| 2011/12 | 2. QR | Lancaster City          | 0:1                          | H             |
| 2012/13 | 4. QR | Hereford United         | 0:2                          | H             |
| 2013/14 | 1. QR | Chorley FC              | 0:1                          | H             |
| 2014/15 | 2. QR | Lancaster City          | 0:1                          | H             |
| 2015/16 | 1.    | FC Chesterfield         | 1:4                          | H             |
| 2016/17 | 3. QR | Harrogate Town          | 3:3 0:2 (Wiederholungsspiel) | H             |
| 2017/18 | 4. QR | AFC Telford United      | 1:3                          | A             |
| 2018/19 | 3. QR | Witton Albion           | 1:2                          | H             |
| 2019/20 | 2. QR | Warrington Town         | 1:2                          | H             |
| 2020/21 | 1.    | Doncaster Rovers        | 1:5                          | H             |
| 2021/22 | 2. QR | Blyth Spartans          | 1:1 0:2 (Wiederholungsspiel) | A             |
| 2022/23 | 2. QR | Curzon Ashton           | 2:3                          | H             |
| 2023/24 | 2. QR | Warrington Rylands 1906 | 0:4                          | H             |

### Abschneiden in der FA Trophy seit 2007/08
| Saison  | Runde | Gegner               | Ergebnis                 | Heim/Auswärts |
| ------- | ----- | -------------------- | ------------------------ | ------------- |
| 2007/08 | VQ    | Bradford Park Avenue | 1:4 (Wiederholungsspiel) | H             |
| 2008/09 | 3. QR | Boston United        | 1:3                      | H             |
| 2009/10 | 3. QR | Harrogate Town       | 2:3                      | H             |
| 2010/11 | 3. QR | Hinckley United      | 1:2                      | H             |
| 2011/12 | 1.    | AFC Guiseley         | 0:2                      | A             |
| 2012/13 | 2. QR | AFC Stamford         | 1:2                      | A             |
| 2013/14 | 1. QR | Witton Albion        | 1:2 (Wiederholungsspiel) | H             |
| 2014/15 | 4.    | Torquay United       | 0:1                      | A             |
| 2015/16 | 1.    | FC Chesterfield      | 1:4                      | H             |
| 2015/16 | 3. QR | AFC Telford United   | 1:2                      | H             |
| 2016/17 | 3. QR | Nuneaton Town        | 1:5                      | H             |
| 2017/18 | 3. QR | FC Marine            | 0:1                      | A             |
| 2018/19 | 3. QR | FC Hereford          | 1:3                      | A             |
| 2019/20 | 2.    | AFC Barrow           | 0:7                      | A             |
| 2020/21 | 3. QR | Marske United        | 2:3                      | H             |
| 2021/22 | 1.    | Marske United        | 2:3                      | A             |
| 2022/23 | 3. QR | Liversedge           | 0:1                      | H             |
| 2023/24 | 1.    | Radcliffe            | 2:2 4:5 (nach Elfmetern) | H             |

## Verein

### Mitgliedschaft und Vorstand
Die Mitgliedschaft im Verein wird erworben, wenn eine Person den Jahresbeitrag in Höhe von 12 £ (Kinder 3 £) leistet. Jedes Mitglied erwirbt nur einen Anteil am Verein und hat bei der Hauptversammlung nur eine Stimme. Der Verein hat einen gewählten zwölfköpfigen Vorstand. Zurzeit hat der Verein keinen Präsidenten. Bis ein neuer Präsident gewählt wird, führt Tony Pritchard kommissarisch die Amtsgeschäfte.
FC United hat zwei hauptamtliche Mitarbeiter. Andy Walsh ist der Geschäftsführer des Vereins. Vereinsintern wird die Bezeichnung General Manager bevorzugt. Aus rechtlichen Gründen muss Walsh aber als Geschäftsführer bezeichnet werden. Lindsey Robertson ist die Sekretärin des Vereins.

### Vereinsmanifest
Das Manifest des Vereins beinhaltet die folgenden Prinzipien:
- Der Vorstand wird demokratisch von den Mitgliedern gewählt.
- Entscheidungen, die von den Mitgliedern getroffen werden, werden nach dem Prinzip „Ein Mitglied – eine Stimme“ entschieden
- Der Verein will enge Verbindungen mit der lokalen Gesellschaft entwickeln. Der Verein ist für jeden zugänglich. Niemand wird diskriminiert.
- Der Vorstand wird die Kommerzialisierung des Vereins vermeiden.

Der FC United akzeptiert Sponsoren, stellt aber seine Trikots nicht für Werbung zur Verfügung. Hauptsponsor ist zurzeit die BMW Williams Group.

### Fans
Naturgemäß rekrutiert sich die Anhängerschaft des FCUM hauptsächlich aus ehemaligen Anhängern von Manchester United, welche sich nach der Übernahme 2005 durch Malcolm Glazer abwandten. Ihren Unmut gegen Glazer drücken die Fans des FC United bis heute in einem populären Gesang aus, welcher bei jedem Spiel zu hören ist: “Malcolm Glazer, wherever you may be: you’ve bought Man United, but you’ll never buy me!” (deutsch: „Malcolm Glazer, wo auch immer du bist: du hast Man United gekauft, aber mich wirst du niemals kaufen!“). Durch die ungewöhnliche Entstehungsgeschichte flogen dem Klub jedoch nicht nur in England, sondern weltweit seit seiner Gründung die Herzen von Fußballfans zu, die bei ihrem Verein eine ähnliche durch den zunehmenden Kommerz geprägte Entwicklung wie bei ManUtd befürchten. Insbesondere Anhänger der Ultrà-Bewegung hegen Sympathien für den FCUM, da auch sie der Kommerzialisierung traditionell sehr kritisch gegenüberstehen. Derzeit gibt es Anhänger bzw. Fanclubs in Großbritannien, den USA, Neuseeland, Tschechien, Polen, Holland, Schweiz, Thailand, Ukraine, Äquatorialguinea und Deutschland; so hat der FC St. Pauli anlässlich seines 100. Geburtstags im Mai 2010 den FCUM zu einem Freundschaftsspiel (Endstand 3:3) gegen die eigene Traditionself ans Millerntor eingeladen. Im Mai 2014 war der FCUM erstmals in der Schweiz zu Gast und spielte auf der Schützenwiese gegen den FC Winterthur vor 2700 Fans. Eine weitere Ausgabe dieser Begegnung fand am 16. Juli 2016 ebenfalls in Winterthur statt. Das Spiel endete 4:2 für den FC Winterthur. Im Juli 2018 hat der Verein im Gegenzug den FC Winterthur nach England eingeladen.

### FENIX Trophy
Von September 2021 an nahm der FC United of Manchester neben den nationalen Pflichtspielen an der sog. FENIX Trophy teil, einem Turnier von acht europäischen Amateurvereinen, die den Profifußball aufgrund von zunehmender Kommerzialisierung, Profitstrebens und Korruption kritisieren; darunter war u. a. der Amsterdamsche FC DWS. Nachdem das Team in der Gruppenphase den ersten Platz der Gruppe B belegt hatte, gewann der FCUM durch einen Sieg im Entscheidungsspiel in Rimini im Juni 2022 auch das gesamte Turnier.

## Stadion
Von seiner ersten Vereinssaison 2005/06 bis 2013/14 spielte der FC United im JD Stadium, dem Fußballstadion des FC Bury. Zur Saison 2014/15 bis zum Umzug in den neugebauten Broadhurst Park war der FCUM im Bower Fold der Stalybridge Celtic beheimatet. Obwohl der FC Bury in der vierthöchsten Liga, und damit drei Klassen über dem FC United aktiv ist, waren die Besucherzahlen bei Heimspielen von United oft höher. Mit 6.023 Besuchern am 23. April 2006 hält der FC United den Zuschauerrekord seiner Spielklasse.
Aufgrund von Termin-Überschneidungen mit dem FC Bury wurden einige Heimspiele zudem in folgende Stadien verlegt:
- Moss Lane (FC Altrincham) in Altrincham, Saison 2005/06[16]
- Stainton Park (Radcliffe Borough F.C.) in Radcliffe (Greater Manchester), Saison 2007/08[17]
- Ewen Fields (Hyde F.C.) in Hyde (Greater Manchester), Saison 2009/10[18]
- Bower Fold (Stalybridge Celtic) in Stalybridge, Saison 2010/11[19]
- Tameside Stadium (Curzon Ashton F.C.) in Ashton-under-Lyne, Saison 2011/12[20]

Bei der Jahreshauptversammlung 2006 wurde die Errichtung eines eigenen Stadions mit 7.000 bis 12.000 Plätzen bis 2012 sowie eigenen Trainingsstätten bis 2009 als Zielsetzung ausgegeben.
Ende Oktober 2013 konnten die Verhandlungen mit dem Manchester City Council über einen Stadionbau abgeschlossen werden. Es wurde ein Mietvertrag mit der Stadt unterzeichnet und die Finanzierung sichergestellt. Der Bau mit 5.000 Plätzen begann wie geplant im November 2013 in Moston im Nordosten von Manchester und sollte im August 2014 bezugsfertig sein. Die Kosten für die neue Heimat des FC United sollten sich insgesamt auf 6,5 Millionen Euro belaufen. Davon tragen die Mitglieder des Vereins, gleichzeitig Eigentümer, rund 2,3 Millionen Euro. Im April 2014 wählten die Mitglieder den Stadionnamen Broadhurst Park aus. Die Fertigstellung des Broadhurst Park verzögerte sich und die Eröffnung sollte im Dezember stattfinden. Die Kosten des Baus erhöhten sich bis zum Oktober auf sechs Millionen Pfund. Am 29. Mai 2015 wurde der Broadhurst Park mit einem Freundschaftsspiel zwischen dem FCUM und Benfica Lissabon (0:1) eröffnet.

## Frauenfußball
2006 wurden Planungen zur Aufstellung einer Frauenmannschaft zur Saison 2007/08 veröffentlicht. Ihre erste Saison spielten die FC United Frauen 2012/13 in der Greater Manchester Women's Football League (siebthöchste Liga von neun im Englischen Frauenfußball). Hier belegten sie Platz 2 hinter der Mannschaft von Manchester City. Im Finale des Liga-Pokals unterlagen sie ebenfalls gegen Manchester City mit 0:1.
In der Saison 2013/14 belegte die Mannschaft des FC United in der Liga ebenfalls Rang 2.

## Filme
- In dem Film Looking for Eric (2009) ist die Problematik zwischen Manchester United und dem FC United of Manchester in mehreren Szenen Gegenstand.
- Der Film  UNITED - Die roten Rebellen aus Manchester (2017) schildert die Anfänge bis 2016 in dokumentarischer Weise mit vielen schönen Aufnahmen und Zeitdokumenten.